# Myrmarachne luctuosa
Myrmarachne luctuosa là một loài nhện trong họ Salticidae.
Loài này thuộc chi Myrmarachne. Myrmarachne luctuosa được Ludwig Carl Christian Koch miêu tả năm 1879.